# Coelogyne fonstenebrarum
Coelogyne fonstenebrarum är en orkidéart som beskrevs av P.O'byrne. Coelogyne fonstenebrarum ingår i släktet Coelogyne, och familjen orkidéer. Inga underarter finns listade i Catalogue of Life.